# Mohammed Al-Khilaiwi
Mohammed Saleh Al-Khilaiwi - em árabe, محمد صالح الخليوي (Gidá, 1 de setembro de 1971 - Jidá, 13 de junho de 2013) foi um futebolista saudita que atuava como defensor.

## Carreira
Em sua carreira como jogador, que durou 16 anos (1989-2005), Al-Khilaiwi jogou em apenas dois times, ambos de sua cidade natal: o Al-Ittihad, onde mais se destacou, e o Al-Ahli, onde jogou durante dois anos. Dispensado por este último, anunciou sua aposentadoria pouco depois.

## Seleção
Pela Seleção Saudita de Futebol, Al-Khilaiwi era o terceiro jogador com mais partidas disputadas (142 entre 1990 e 2001), tendo marcado apenas um gol, nas Olimpíadas de 1996, contra a Austrália. Com a camisa dos Falcões do Deserto, disputou dez torneios oficiais: as Copas de 1994 e 1998, as Copas Rei Fahd (embrião da Copa das Confederações) de 1992 e 1995, a já citada Copa das Confederações em 1997 e 1999, três edições da Copa da Ásia (1992, 1996 - onde foi campeão - e 2000), além das Olimpíadas de 1996. Tornou-se conhecido na Copa de 1998 por causar a expulsão de Zinédine Zidane no jogo entre França e Arábia Saudita, em que o craque francês pisou no defensor e levou cartão vermelho.

## Falecimento
Em 13 de junho de 2013, Al-Khilaiwi faleceu vitimado por um ataque cardíaco. Ele estava internado no Hospital da Paz, em Gidá, sua cidade natal.

## Títulos
Arábia Saudita
- Copa da Ásia: 1996